# 诺瓦莱多
诺瓦莱多（義大利語：Novaledo），是意大利特伦托自治省的一个市镇。总面积7平方公里，人口1016人，人口密度145.1人/平方公里（2009年）。ISTAT代码为022129。